# Nikifor (Jefimow)
Nikifor, imię świeckie Iwan Fomicz Jefimow (ur. 1888 w Kasulinie, zm. 1 września 1937) – rosyjski biskup prawosławny.
Ukończył gimnazjum. W 1921 złożył wieczyste śluby mnisze, przyjmując imię Nikifor. W tym samym roku został wyświęcony na hierodiakona, zaś w roku następnym - na hieromnicha. Pełnił następnie funkcję sekretarza arcybiskupa nadamurskiego i błagowieszczeńskiego Eugeniusza. W 1923 w Błagowieszczeńsku został aresztowany i przebywał w więzieniu do marca następnego roku. Wyjechał wówczas do obwodu wiackiego, być może na zsyłkę. W marcu 1925 otrzymał godność archimandryty.
21 marca 1926 w Irkucku został wyświęcony na biskupa chabarowskiego, wikariusza eparchii błagowieszczeńskiej. W obrzędzie wzięli udział biskup niżno-udiński Euzebiusz i biskup kirieński Herakliusz. W 1927 biskup Nikifor został aresztowany i skazany na trzyletnią zsyłkę do obwodu archangielskiego, z której zwolniono go po roku. W kwietniu 1925 został biskupem kotielnickim, wikariuszem eparchii wiackiej i słobodzkiej. Od stycznia do maja 1929 był locum tenens tejże eparchii.
W lutym 1930 mianowany biskupem piatigorskim i prikumskim. Jeszcze w tym samym roku uwięziony ponownie i skazany na dziesięć lat łagru. W 1937 został rozstrzelany.